# 三国群英传IV
《三國群英傳IV》是由宇峻奧汀公司開發，並於2003年在1月24日台湾發行的一款以三國為背景的單人對戰即時戰略類遊戲，中国大陆则由寰宇之星在2003年2月15日发行，在兩岸售出15萬套。本作對應Microsoft Windows平台，為三國群英傳系列的第四代作品，也是該系列首款即時戰略遊戲。
該作首次將大地圖系統，升級進化成即時戰略模式，並提昇了參戰军队的人數規模，将前作的百人战系统升格为千人戰系統，并達成三国群英传系列史上最為龐大的戰爭規模。玩家將憑藉神兵法宝、神兽坐骑，以及扭转乾坤战局的武將技，在中华大地上乱世称雄，傲世天下！更可以在戰場上一騎當千，运用天时地利人和发动终极武将技，天崩地裂鬼哭神嚎！充满华丽光影的视觉享受！创造属于自己的演义。
2003年4月該作發行資料片《四神獸傳說》，在新資料片《四神獸傳說》中，玩家將在游戏后期，面对邪馬台國的侵略，並出現更多仙山洞府，秘境魔窟，甚至是连傳說中的四神獸會出現，玩家可以在仙人引導下，挑战四神獸，从而獲得终极武将技（青龙在天、朱雀泣鸣、白虎傲啸、玄武地翻）、仙人法杖与坐骑麒麟，在戰場上召喚神獸天崩地裂，鬼哭神嚎！该作也是三国群英传系列中唯一一款有主題曲的作品，由臺灣著名創作型華語歌手陳綺萱演唱主題曲《相逢在夢中》。

## 游戏主题曲
| 曲別   | 歌名       | 演唱者 | 作詞   | 作曲   |
| ------ | ---------- | ------ | ------ | ------ |
| 主題曲 | 相逢在夢中 | 陈绮萱 | 陳忠義 | 陳忠義 |

## 外部連結
三國群英傳IV 官方網站 （页面存档备份，存于）